# Xã Leroy, Quận Ingham, Michigan
Xã Leroy (tiếng Anh: Leroy Township) là một xã thuộc quận Ingham, tiểu bang Michigan, Hoa Kỳ. Năm 2010, dân số của xã này là 3.530 người.